# Frankenbergowie
Frankenbergowie herbu Grzymała III – polski ród szlachecki osiedlony w księstwie siewierskim.
Rodzina Frankenberg, posiadała również tytuły hrabiów i baronów, odznacza się bogatą historią i znaczącą pozycją na Śląsku. Herb ich rodu przedstawia otwartą bramę bez rycerza, będący odmianą herbu Grzymała.

## Historia
Według rodowej historii, ich pierwotną siedzibą był zamek Frankenberg koło Achen w Nadrenii-Palatynacie.
Rodzina Frankenbergów, przybyła na Śląsk w XIII wieku i osiedliła się w Strupinie koło Trzebnicy. Protoplastą górnośląskiej gałęzi rodu był Bernold von Frankenberg, który za wierną służbę książętom piastowskim otrzymał wieś Rożnów koło Kluczborka. Zmarł w 1321 roku, pozostawiając trzech synów: Henryka, Teodora i Arnolda. Najstarszy z braci, Henryk, odziedziczył Rożnów, a około roku 1300 dokupił jeszcze Komorzno i Proślice koło Kluczborka. Korzystne małżeństwo z przedstawicielką wpływowych wówczas von Stoschów pozwoliło mu założyć własną gałąź rodu (Frankenberg-Proschlitz). O młodszym Teodorze, zwanym Dytrykiem, wiadomo tylko tyle, że został członkiem rady księcia Henryka III głogowskiego. Najmłodszy z braci, Arnold, osiedlił się w rodzinnych dobrach koło Trzebnicy i dał początek linii Frankenberg-Ludwigsdorf. Jeden z jego potomków, żyjący na przełomie XVI i XVII wieku, Jan Frankenberg zwany Heydan, zapoczątkował strzelecką gałąź rodu. Zmarł w 1505 roku, pozostawiając czterech synów: Aleksandra, Jana Dietricha, Jana i Jerzego.
W 1650 roku Hans-Wolf z rodu Frankenbergów otrzymał tytuł barona Rzeszy, w latach natomiast 1720-1730 Sylwan i Hans-Moritz zostali również uhonorowani tymże tytułem. Ponadto, w roku 1700 Hans-Wolf i Zygmunt zostali mianowani hrabiami państwa rzymskiego, a w roku 1714 hrabia Hans-Wolf zdobył tytuł barona von Schellendorf.
Inni przedstawiciele rodziny Frankenbergów również osiągali znaczące pozycje. Stanisław, dziedzic majątków Oszczeklin i Raszewy w dawnym województwie kaliskim, oraz Karol Maurycy (Moritz), kapitan gwardii pieszej litewskiej, otrzymali polski indygenat w roku 1768. Podstawą nadania tego przywileju było ich pochodzenie z rodziny osiedlonej w prowincji, która została odłączona od Polski.
Dwóch Ignacych podpisało elekcję 1764 r. z województwa kaliskiego. Bogumił Frankenberg był konfederatą barskim, walczył wówczas w obronie wiary katolickiej i niepodległości Rzeczypospolitej. Był uczestnikiem porwania króla Stanisława Augusta w Warszawie w 1771 roku.
Nieznany bliżej Stanisław Frankenberg pozostawił po sobie syna Ignacego, który był ożeniony z Marianną Ruszkowską, miał też syna Józefa, właściciela domu w Kaliszu, wylegitymowanego ze szlachectwa w Królestwie Polskim w 1837 roku.